# Rinus Wehrmann
Rinus Wehrmann (Den Haag, februari 1951) was een Nederlands dienstplichtig soldaat uit Den Haag, die eind mei 1971 veroordeeld werd tot bijna 2 jaar gevangenisstraf, omdat hij  geweigerd had zijn haar te laten knippen. Een en ander leidde tot diverse handtekeningenacties en protestdemonstraties alsmede veel aandacht in de media. Een maand later al, op 23 juni 1971, was Wehrmanns vervroegde vrijlating.

## Militaire dienstplicht: opkomst en veroordeling

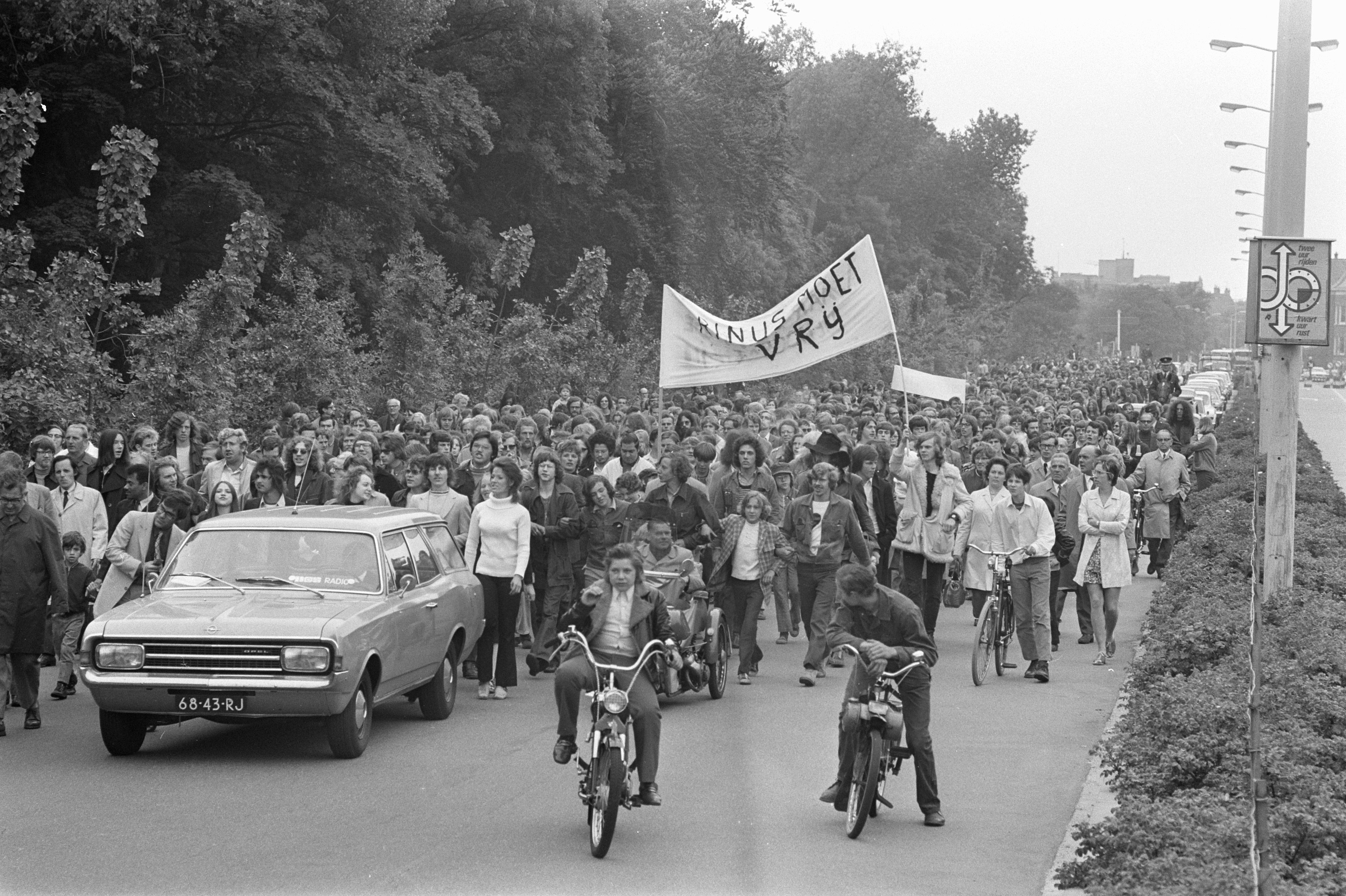
Betoging voor vrijlating van Wehrmann (12 juni 1971)

Wehrmann kwam op 15 maart 1971 als 20-jarige soldaat op bij het Artillerie Opleidingscentrum in de Cort Heyligerskazerne in Bergen op Zoom. Ondanks een bevel daartoe weigerde hij naar de kapper te gaan. Derhalve werd hij direct in voorarrest geplaatst, in afwachting van de behandeling van zijn zaak door de krijgsraad. De soldatenvakbond VVDM was al vanaf februari bezig met een handtekeningenactie tegen de verplichte korte haardracht, o.a. geïnspireerd door een eerdere actie in 1970 van soldaat Henk van der Horst die geweigerd had zijn baard af te scheren en het vrijgeven van de haardracht in Denemarken en sinds 9 februari 1971 ook (kortstondig) in Duitsland.
Op 26 mei 1971 kwam Wehrmann voor de krijgsraad. Hij werd veroordeeld tot 21 maanden gevangenisstraf wegens weigering van een dienstbevel. De hoge straf leidde binnen en buiten het leger tot veel ophef. Bij de familie Wehrmann thuis kwamen ca. 4500 steunbetuigingen binnen. In kazernes werden demonstraties gehouden (o.a. op de Juliana van Stolbergkazerne in Amersfoort en de Johannes Postkazerne in Havelte). Minister Den Toom weigerde op 13 juni duizenden handtekeningen in ontvangst te nemen (een voorgenomen actie van VVDM, gepland op 10 mei 1971). In Den Haag werd gedemonstreerd en daarbij waren ook soldaten aanwezig. In Scheveningen, waar Wehrmann was gedetineerd, demonstreerde de crew van de musical Hair.

## Vrijgave haardracht
De ophef deed minister Den Toom besluiten de kwestie door te verwijzen naar de vaste Kamercommissie voor defensie. Op 16 juni 1971 besloot deze commissie dat Nederlandse soldaten voortaan vrij waren om hun haar te laten groeien. Op 23 juni kreeg Rinus Wehrmann in hoger beroep slechts 12 dagen gevangenisstraf. Na aftrek van het voorarrest werd hij direct op vrije voeten gesteld. Op 8 juli al werd de nieuwe Regeling Haardracht van kracht, waarbij de haardrachtkeuze werd vrijgelaten met inachtneming van hygiëne, veiligheid en operationele eisen (anders was een helmnetje verplicht). Na ca. 1985 raakte de lange haardracht langzaam uit de mode, en ongebruikelijk sinds in 1997 de opkomstplicht werd opgeschort en de krijgsmacht een beroepsleger werd.
Rinus Wehrmann was overigens niet de eerste soldaat die weigerde zijn haar te laten knippen. In 1967 deed een soldaat uit Haarlem hetzelfde. Hij werd hiervoor veroordeeld tot 1½ jaar detentie. Echter, daags voordat de zaak voor het Hoog Militair Gerechtshof kwam, besloot deze soldaat alsnog zijn haar te laten knippen en werd zijn straf verlaagd tot 3 maanden cel, overeenkomstig zijn tijd in voorarrest.

## Ontslag uit militaire dienst
Wehrmann werd na het voorarrest geplaatst bij 107 afdeling veldartillerie op legerplaats 't Harde. Begin augustus 1971 werd hij in Utrecht herkeurd en uit militaire dienst ontslagen.

## Publicaties
- Frank de Kruif & Fred Lardenoye: Over lef gesproken. 25 jaar VVDM. Met voorwoord van Jan Wolkers. Breda, Uitgeverij De Geus, 1991. ISBN 9052260583
- Henk Spaan: Soldatenprotest 1966 tot 1984
- Rinus en Rinus: twee Haagse helden, denhaagdirect.nl, 9 april 2015